# Wallace Eckert
Wallace Eckert (19 de junio de 1902 - 24 de agosto de 1971) fue un astrónomo estadounidense. También fue profesor de astronomía en la Universidad de Columbia entre 1926 y 1970. Es famoso por sus cálculos astronómicos, que sirvieron para dirigir las misiones Apolo a la Luna. Se dedicó a mejorar y automatizar sus cálculos científicos usando calculadoras, pasando a ser considerado uno de los pioneros de la computación.
En 1973 en su honor se decidió llamarle «Eckert» a un cráter lunar.

## Logros
Eckert fue uno de los primeros en utilizar las tarjetas perforadas para solucionar problemas científicos complejos, y desde entonces mantuvo una relación especial con IBM. Quizá su logro más importante fue en 1934, ya que fue el primero en interconectar varias calculadoras y tabuladores de IBM con los circuitos de control y sus dispositivos de diseño para realizar cálculos científicos complejos sin la intervención humana. Eckert hizo el diseño de dicho mecanismo, e IBM lo construyó para él. La disposición fue tan acertada, que el laboratorio del Pupin Hall (Universidad de Columbia) de Eckert se convirtió en un centro internacional para el cómputo científico. De hecho, en 1938 recibió en su laboratorio la visita del astrónomo ruso Borís Númerov, interesado en aprender cómo se podría utilizar el sistema de tarjetas perforadas para aplicarlo a la "investigación estelar" y para efectuar cálculos propios en su laboratorio de la Universidad Estatal de San Petersburgo.
Eckert escribió en 1940 el libro titulado “Punched Card Methods in Scientific Computation” (Métodos de tarjetas perforadas en computación científica). Esta obra es considerada sin duda como el primer libro sobre cálculo mediante computadoras.[cita requerida] Dicho libro influyó sobre otros pioneros de la computación, como Presper Eckert, Howard Aiken y Vannever Bush. 
Durante la Segunda Guerra Mundial, Eckert fue director de la oficina náutica del Almanaque de los EE. UU.. Durante este tiempo, introdujo métodos para el cálculo computerizado y para la impresión las tablas, comenzando la publicación del Almanaque del Aire en 1940. Además, durante la Segunda Guerra Mundial, todas las misiones por aire y mar de las fuerzas de los EE. UU. eran planificadas de acuerdo con los Almanaques de Eckert.
Como director del laboratorio Watson de la Universidad de Columbia, dirigió la construcción de numerosas computadoras innovadoras para realizar cálculos astronómicos, incluyendo la Calculadora Electrónica de Secuencia Selectiva SSEC (1949) y la Calculadora para la Investigación de Artillería Naval NORC (1954), que por muchos años fueron las computadoras más potentes del mundo. Además también supervisó la construcción del IBM 610 (considerado el primer ordenador personal del mundo). Con el SSEC realizó los cálculos utilizados por la NASA para enviar las misiones Apolo a la luna. De 1946 a 1947 organizó el primer plan de estudios informáticos, incluyendo su propio curso y otros cursos impartidos por científicos del laboratorio Watson.
Los intereses astronómicos de Eckert no se limitaron a la Luna. Además de sus trabajos sobre la teoría orbital, realizó un calendario de los cinco planetas externos. En 1948 recibió la medalla James Craig Watson por su excepcional investigación astronómica.
En 1971, momentos antes de su muerte, Eckert asistió al lanzamiento de Apolo 14 invitado por la NASA.